# Дітер Сафра
«Клуб Депортіво Дітер Сафра» (естр. Club Deportivo Díter Zafra) — колишній іспанський футбольний клуб, що базувався в місті Сафра, в автономній громаді Естремадура. Його засновано 1930 року, востаннє грав у сезоні 2016/17 в Терсері (Група 14), проводячи домашні матчі на «Нуево Естадіо де Сафра», місткістю 5000 місць.

## Розформування
Клуб засновано 1930 року шляхом об'єднання трьох команд міста Сафра і тривалий час грав у нижчих лігах. Серед досягнень клубу — дебютний вихід до Сегунди Б у сезоні 1977/78 та перемогу у групі IV Терсери у сезоні 1983/84. Серед відомих гравців клубу — Іполіто Рінкон та Мане.
Клуб оголосив про своє розформування 28 січня 2017 року. Це рішення було скасовано через два дні, коли група колишніх директорів клубу вирішила інвестувати в команду, і вони продовжили свій сезон. Але остаточно «Дітер Сафра» припинив виступи в серпні 2017 року.

## Статистика за сезонами
| Сезон          | Дивізіон    | Місце |
| -------------- | ----------- | ----- |
| 1975/76        | Терсера     | 15    |
| 1976/77        | Терсера     | 5     |
| 1977/78        | Сегунда Б   | 9     |
| 1978/79        | Сегунда Б   | 12    |
| 1979/80        | Сегунда Б   | 16    |
| 1980/81        | Сегунда Б   | 19    |
| 1981/82        | Терсера     | 4     |
| 1982/83        | Терсера     | 7     |
| 1983/84        | Терсера     | 1     |
| 1984/85        | Терсера     | 5     |
| 1985/86        | Терсера     | 9     |
| 1986/87        | Терсера     | 14    |
| 1987/88        | Терсера     | 9     |
| 1988/89        | Терсера     | 8     |
| 1989/90        | Терсера     | 10    |
| 1990/91        | Терсера     | 14    |
| 1991/92        | Терсера     | 13    |
| 1992/93        | Терсера     | 18    |
| з 1993 по 1996 | Регіональна | —     |
| 1996/97        | Терсера     | 14    |

| Сезон   | Дивізіон    | Місце |
| ------- | ----------- | ----- |
| 1997/98 | Терсера     | 8     |
| 1998/99 | Терсера     | 7     |
| 1999/00 | Терсера     | 6     |
| 2000/01 | Терсера     | 1     |
| 2001/02 | Сегунда Б   | 13    |
| 2002/03 | Сегунда Б   | 17    |
| 2003/04 | Терсера     | 2     |
| 2004/05 | Сегунда Б   | 14    |
| 2005/06 | Сегунда Б   | 20    |
| 2006/07 | Терсера     | 5     |
| 2007/08 | Терсера     | 6     |
| 2008/09 | Терсера     | 18    |
| 2009/10 | Регіональна | 1     |
| 2010/11 | Терсера     | 12    |
| 2011/12 | Терсера     | 2     |
| 2012/13 | Терсера     | 4     |
| 2013/14 | Терсера     | 8     |
| 2014/15 | Терсера     | 11    |
| 2015/16 | Терсера     | 10    |
| 2016/17 | Терсера     | 19    |

- 8 сезонів у Сегунді Б
- 31 сезон у Терсері
- 10 сезонів у регіональних лігах